# Українська Галицька Асамблея
Українська Галицька Асамблея – громадська організація, створена у Львові за рішенням установчих зборів 22 січня 2014.

## Мета діяльності
Сприяти розбудові громадянського суспільства, підвищення самосвідомості мешканців Галичини, створення європейського формату людських взаємостосунків та організації громадського життя, взірцевого для всієї країни.

## Провід
- Голова ради УГА – Іван Спринь [1]
- Керівник проєктів – Тарас Чолій.

## Проєкти й акції
- Локальна історія [Архівовано 25 червня 2016 у Wayback Machine.] [2] [3] [4] [5]
- Документалістика [Архівовано 23 липня 2021 у Wayback Machine.]
- Добре там, де ти живеш [Архівовано 12 червня 2015 у Wayback Machine.] [6]
- Конкурс "Сильна громада"[недоступне посилання]
- Моніторинг державних закупівель ("Тендер і злочин") [Архівовано 11 лютого 2015 у Wayback Machine.] [7]
- Правова допомога [Архівовано 10 березня 2016 у Wayback Machine.]
- Соціальний просвітницький проект "КіноКлюб" [Архівовано 2 листопада 2015 у Wayback Machine.]
- Підстаршинська школа УГА [Архівовано 21 листопада 2017 у Wayback Machine.]

У лютому 2014 УГА пообіцяла 100 тисяч доларів винагороди за інформацію, яка допоможе знайти і засудити вбивць галичан Юрія Вербицького і Романа Сеника, загиблих під час Євромайдану. Згодом було заявлено, що коли слідство не матиме потреби в цих коштах, вони будуть спрямовані на допомогу постраждалим під час Майдану, зокрема родинам "Небесної Сотні"  .
11 квітня 2014 група активістів УГА впорядкували частину старого цвинтаря в селі Кореличі Перемишлянського району (саме тут стартував проєкт «Локальна історія») .
У січні 2015 УГА спільно з Інститутом лідерства й управління Українського Католицького Університету провели семінар з децентралізації влади . 
У березні 2015 УГА передала Львівському військовому шпиталю апарат для корекції гомеостазу .
9 січня 2018 (День святого Стефана) заходами УГА відкрито інформаційну табличку на будинку по вулиці Дорошенка, 48 у Львові, де у 1901-1937 роках мешкав видатний український громадський діяч, правник, підприємець і філантроп Степан Федак   .

### «Добре там, де ти живеш»
Влітку 2014 УГА провела в Галичині конкурс на найкращий проєкт локального значення «Добре там, де ти живеш». 
Конкурс виграли три проєкти (всіх заявок було 45). Втілити їх у життя дозволили ґранти, отримані авторами від УГА: 
- Жовква. Облаштування на центральній площі міста безкоштовної зони вільного Інтернету (Wi-Fi);
- Городенка. Облаштування громадського спортивного майданчика («ворк аут», автор ідеї – Іван Вережак, ГО «Творці усвідомленої реальності»);
- Село Долішнє (Стрийський район Львівської області). Облаштування громадського спортивного майданчика («ворк аут») [16].

### «Політичні студії»
23 квітня 2015 у Львові стартувала модульна навчальна програма «Політичні студії: все, що потрібно знати майбутньому депутату».
Організатори – ГО «Українська Галицька Асамблея» та Інститут лідерства та управління УКУ  .
Програма діяла до вересня 2015 р.

### "Сильна Громада"
Мета програми – підтримка ініціатив у сфері розвитку громад та їх самоорганізації з метою творення якісних змін у містах та селах Галичини.
Учасники програми: громадські організації, благодійні організації, органи самоорганізації населення, а також їхні коаліції, мережі, неформальні об’єднання та ініціативні групи мешканців.
Географія: Львівська, Тернопільська та Івано-Франківська області.

### «Локальна історія»
«Локальна історія» — формат вивчення минулого країни на місцевому матеріалі. Учасники проєкту збирають свідчення старожилів, які були очевидцями важливих історичних подій минулого століття, та «оцифровують» давні світлини та документи, які дозволяють повновартісно відтворити національно-культурне та повсякденне життя галицьких сіл і містечок. «Локальна історія» має і просвітницьке спрямування, зокрема, учасники проєкту за результатами польових досліджень готують і передають громадам виставки та буклети з історії їхніх місцевостей.
Станом на грудень 2016 р. проєкт охоплював понад 695 поселень Галичини, скопійовано понад 22 тис. світлин. Станом на початок 2018 було опитано понад 7 тисяч респондентів
Результатами досліджень викладені на сайті проєкту [Архівовано 28 лютого 2017 у Wayback Machine.].